# Eibelstadt
Eibelstadt är en stad i Landkreis Würzburg i Regierungsbezirk Unterfranken i förbundslandet Bayern i Tyskland.
Staden ingår i kommunalförbundet Eibelstadt tillsammans med köpingarna Frickenhausen am Main, Sommerhausen och Winterhausen.